# دبورا اس جین
 دبورا اس جین (انگلیسی: Deborah S. Jin؛ زاده ۱۵ نوامبر ۱۹۶۸) یک فیزیک‌دان اهل ایالات متحده آمریکا است.